# Braamspleetkooltje
Het braamspleetkooltje (Gloniopsis praelonga) is een schimmel behorend tot de familie Hysteriaceae. Het leeft op stengels van braam (Rubus).

## Kenmerken
Deze schimmel heeft vormt vruchtlichamen die lirellae-vormig zijn. Ze zijn ietwat ingebed in hout, meer of minder langwerpig, gescheurd in het midden en soms voorzien van kleine longitudinale ribben. De afmetingen variëren van 1-2,5 x 0,3-0,4 mm en de kleur is donkerbruin tot zwartig. De asci bevatten 8 ascosporen. De sporen zijn aanvankelijk kleurloos, maar worden later bleekgeel. Ze zijn ovaal van vorm met een lichte vernauwing in het midden en kunnen een gelatineuze laag hebben. De sporen zijn 5-7-septaat met 2-3 longitudinale septen. De sporenmaat is 17-37 x 7-10 (11) µm.

## Ecologie
Deze soort komt veel voor op kaal hout van loofbomen, evenals op takken en twijgen.

## Verspreiding
In Nederland komt het braamspleetkooltje zeldzaam voor.